# Programa Nacional de Produção e Uso de Biodiesel
O Programa Nacional de Produção e Uso de Biodiesel (Programa Biodiesel), é um programa interministerial do Governo Brasileiro que objetiva a implementação de forma sustentável, técnica e economicamente, a produção e uso do biodiesel, com enfoque na inclusão social e no desenvolvimento regional, com a geração de emprego e renda.
O PNPB foi lançado pela Medida Provisória nº 214/2004, a qual foi posteriormente convertida na Lei nº 11.097/2005 (conhecida como Lei do Biodiesel) em janeiro do ano seguinte.